# Manoir de Locmaria
Le manoir de Locmaria est situé au lieu-dit de Locmaria sur la commune de Carnoët, département des Côtes-d’Armor, en France. Il est inscrit avec ses dépendances au titre des monuments historiques.

## Histoire
Le manoir de Locmaria appartenait à Jan Le Cerff et Catherine du Ménez à la fin du XIVe siècle. Au XVe siècle, Jan du Bois et Adelize du Vieuxchastel héritent de ce manoir. Il passera au cours des siècles par mariages aux de Lémo, de Cleuz du gage, de Kerouarz et vendu comme bien national sous la Révolution. Une étude historique et architecturale complète a été publiée dans le « Kaier du Poher », revue du centre de généalogie et historique du Poher.
En 2008, le manoir à l'abandon est acheté par Olivier Thomas, qui le fait par la suite inscrire aux monuments historiques intérieurement et extérieurement par arrêté du 20 décembre 2019.
Les fouilles ont permis la découverte d'objets en pierre du paléolithique (molette, pilon, broyon, balle de fronde, perle) ainsi que de nombreuses poteries et verres XVe XVIe des billes en terre, des terres cuites, boulet en pierre de couleuvrine, balle d'arquebuse en fer, balles de pistolet en fer du XVIe, lissoir en pierre médiéval , etc.
Dans l'aire de protection se trouve l'ancien vallum, la stèle gauloise et la fontaine lavoir romaine.
À proximité on trouve également la motte féodale, le moulin de Locmaria (actuellement moulin du Poulmic). On peut citer la chapelle de Locmaria  aujourd’hui disparue parfois nommée église « Notre-Dame de Pentrau » dont les propriétaires du manoir de Locmaria étaient les seigneurs fondateurs. L’ancien calvaire de la chapelle de Locmaria a été réimplanté devant la chapelle de Pénity en Carnoët.

## Architecture
Le manoir est restauré progressivement depuis 2008 par son propriétaire qui réalise lui-même la totalité des travaux, lequel n'utilise pour sa restauration que des techniques traditionnelles utilisées par le passé.
On a ici un ensemble complet pour le centre Bretagne: grange, crèche, écurie, poulailler, logis seigneurial et étable. L'appareillage est en schiste, grès et granite. Une muraille clôture la haute cour et la basse cour avec un portail monumental à l'ouest et un autre au sud. La cour est directement sur l'affleurement rocheux. On trouve également un puits très ancien autrefois à balancier.

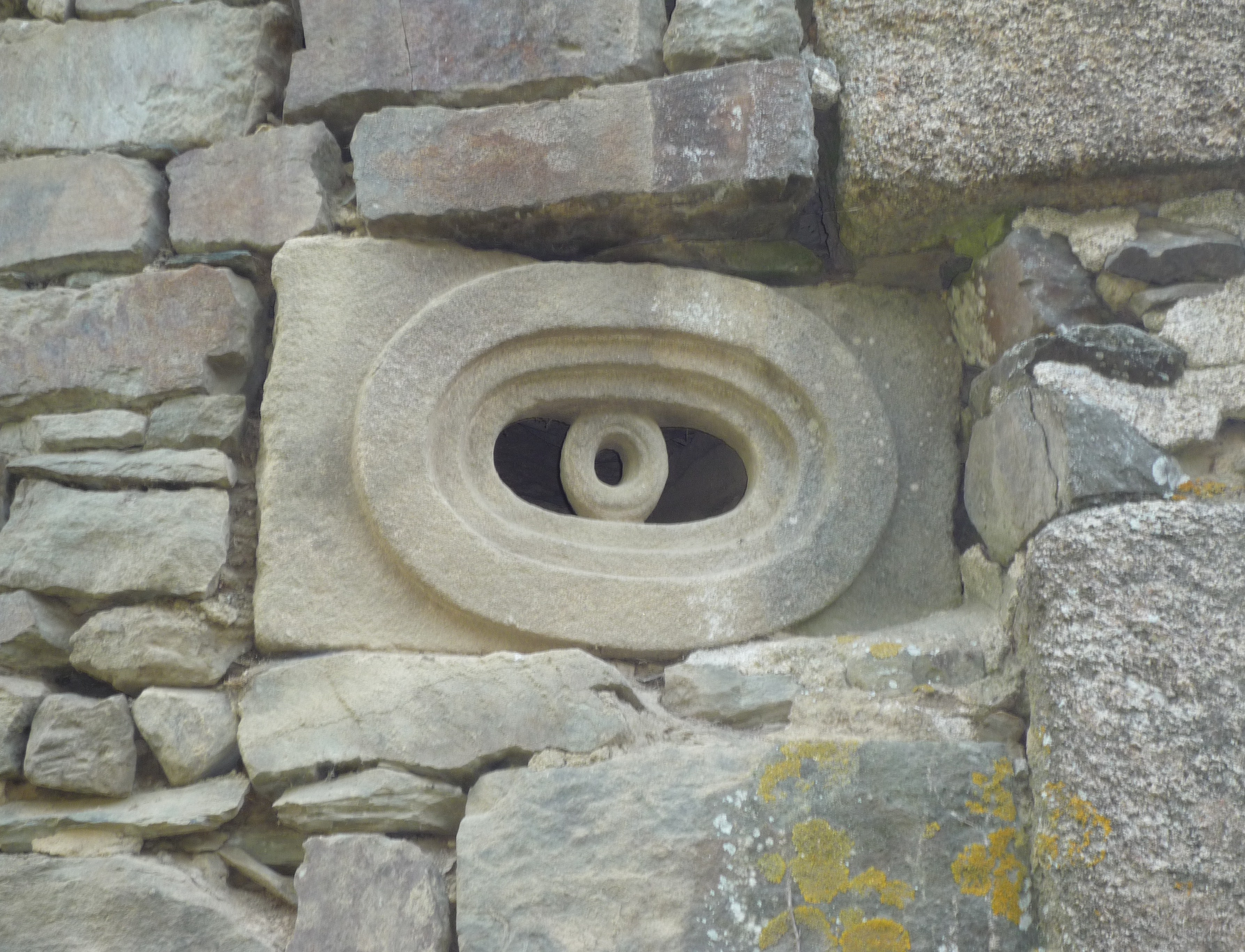
On peut remarquer sur le pignon du manoir une remarquable bouche à feu monolithique en forme d’œil, probablement l’une des plus belles de Bretagne.
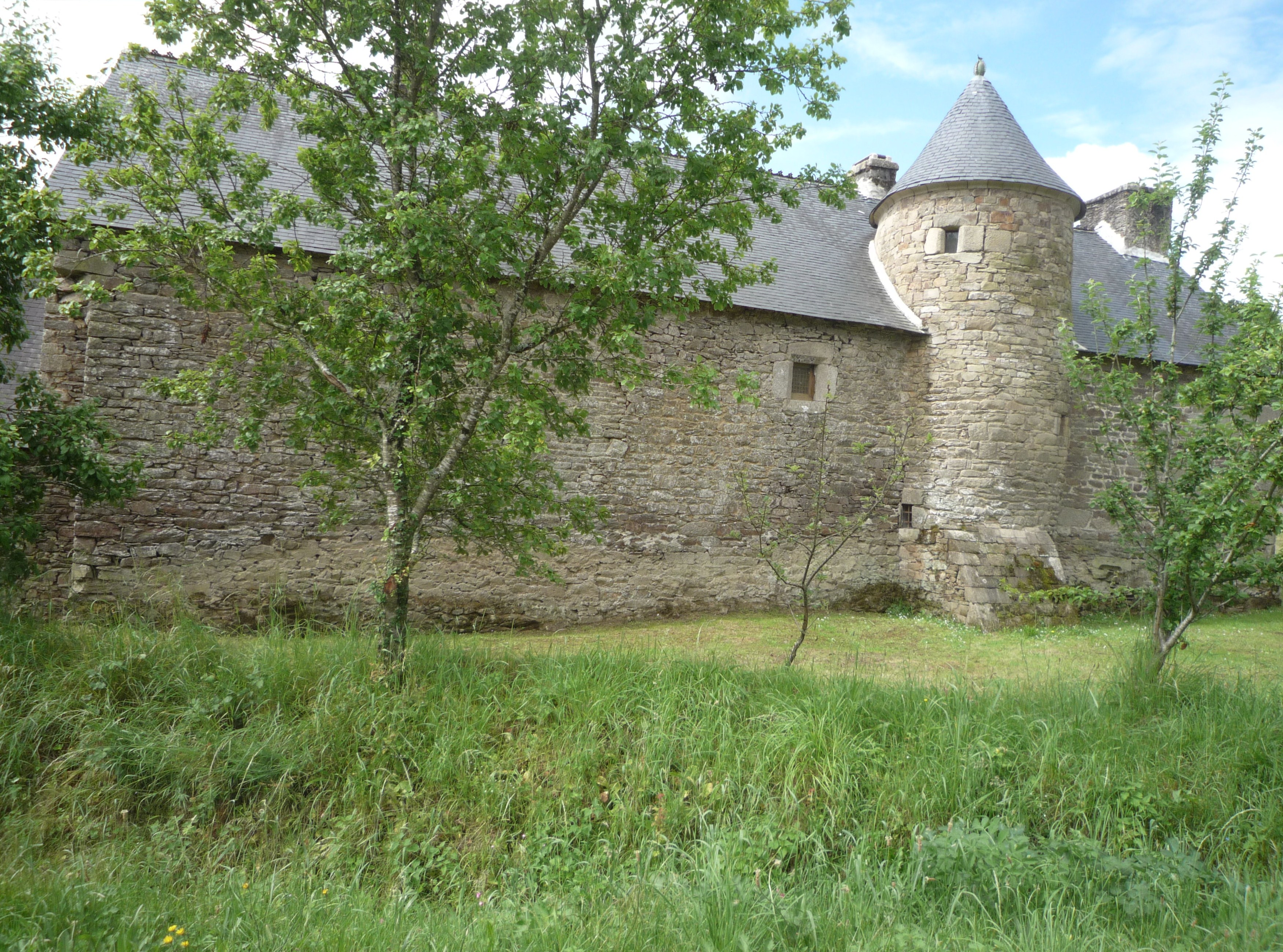
Signe de noblesse et de prestige une élégante tour est construite à l'arrière du logis et une autre en ruine dont on voit les soubassements à l'angle sud ouest.